# アールストリーム
株式会社アールストリームは、かつてR-skyというサービス名のNTTドコモのFOMAハイスピード網を使った仮想移動体通信事業者(MVNO)及び携帯電話を中心としたコンテンツプロバイダであった。

2012年10月10日に事業停止、停止時の負債額は約7億円。

## R-sky
NTTドコモのFOMAハイスピード網を使った携帯電話のMVNOサービスを提供している。販売している端末はandroid OSを搭載したFoxconn社製のSIMロックフリーのスマートフォンで、その端末にR-Phoneという同社独自のIP電話サービスを利用するためのアプリケーションを搭載することで、FOMAハイスピード網のパケットを使ったIP電話を提供している。日本通信がMVNEとなっている。
IP電話であるため、国際電話などに大きな強みを発揮している。
基本使用料、パケット定額料　合計で4980円となっている。通信速度は300kbpsとなる。

### 端末
| 端末         | Rstream A1                                                                       |
| ------------ | -------------------------------------------------------------------------------- |
| 製造メーカー | Foxconn(富士康国際）                                                             |
| OS           | android 2.1                                                                      |
| サイズ       | 約116.4mm × 約58.1mm × 約12.9mm                                                  |
| 重量         | 約123g                                                                           |
| 通信         | WCDMA/HSPA: 850/1900/2100 MHz GSM/GPRS/EDGE: 850/900/1800/1900 MHz IEEE802.11b/g |
| 通信速度     | 300Kbps                                                                          |
| メモリー     | RAM 256MB , ROM 512MB + MicroSD（SDHC対応）                                      |
| その他機能   | GPS / 加速度センサー / フルタッチパネル                                          |

## その他事業
その他に、iモードやEZwebなどの携帯電話の公式サイトを運営している。

## 沿革
- 2001年4月 - パイエア設立
- 2006年3月 -  バイ・エアとベルソフトウェアカンパニーが合併し社名を株式会社アールストリームとする
- 2011年1月20日 - R-skyサービス提供開始.
- 2012年10月10日 - 事業停止.